# Craugastor castanedai
Craugastor castanedai is een kikker uit de familie Craugastoridae. De wetenschappelijke naam van de soort werd beschreven in 2018 door McCranie. De soort komt voor in Parque Nacional Pico Bonito in het noorden van Honduras op een hoogte van 1140 tot 1270 meter boven het zeeniveau. Craugastor castanedai wordt ernstig bedreigd door het verlies van habitat.